# Пяльма (деревня)
Пя́льма (карел. Päl'mä) — деревня в Пудожском районе Республики Карелия, входит в состав Пяльмского сельского поселения. Комплексный памятник истории.

## География
Деревня находится на берегах одноимённой реки,  недалеко от устья в северо-восточной части Онежского озера, вблизи автодороги Пудож — Медвежьегорск, от которой идёт местная дорога до деревни 86К-292.

## История
На другой стороне Онежского озера на реке Свирь есть деревня Пидьма, название которой похоже на Пяльму. В дневнике путешествия по северной России в 1791 году Петра Челищева упоминается погост Пидьма:

Проехавши от деревни Мятосовой 12 верст, для перемены же гребцов остановились по полудни в шестом часу возле погоста Пидьма. Во оном погосте деревянная церковь Преображению Господню и Варламию Хутынскому. Здесь на впадающей в Свирь речке Пидьме, в самом устье два пильных анбара или мельницы олонецкого купца Патапа Терентьева Свисникова; в анбарах по два станка, один анбар распиливает в день от 60 до 65 бревен, и тес отправляют на больших барках в Санкт-Петербург и Олонец.

## Население
| 1905 | 2002 | 2010 | 2013 |
| ---- | ---- | ---- | ---- |
| 143  | ↘28  | ↘10  | ↘1   |

## Достопримечательности
В деревне находится памятник архитектуры — деревянная часовня Ильи Пророка (XVIII век).
Памятник архитектуры (1879) дом Поташева из деревни Пяльма перенесён в музей-заповедник «Кижи».

## Инфраструктура
Личное подсобное хозяйство с зоной сельскохозяйственного использования, индивидуальная застройка усадебного типа.

## Транспорт
Автобусное сообщение с райцентром. Остановка общественного транспорта «Деревня Пяльма» на автомагистрали А-119. 

## Галерея

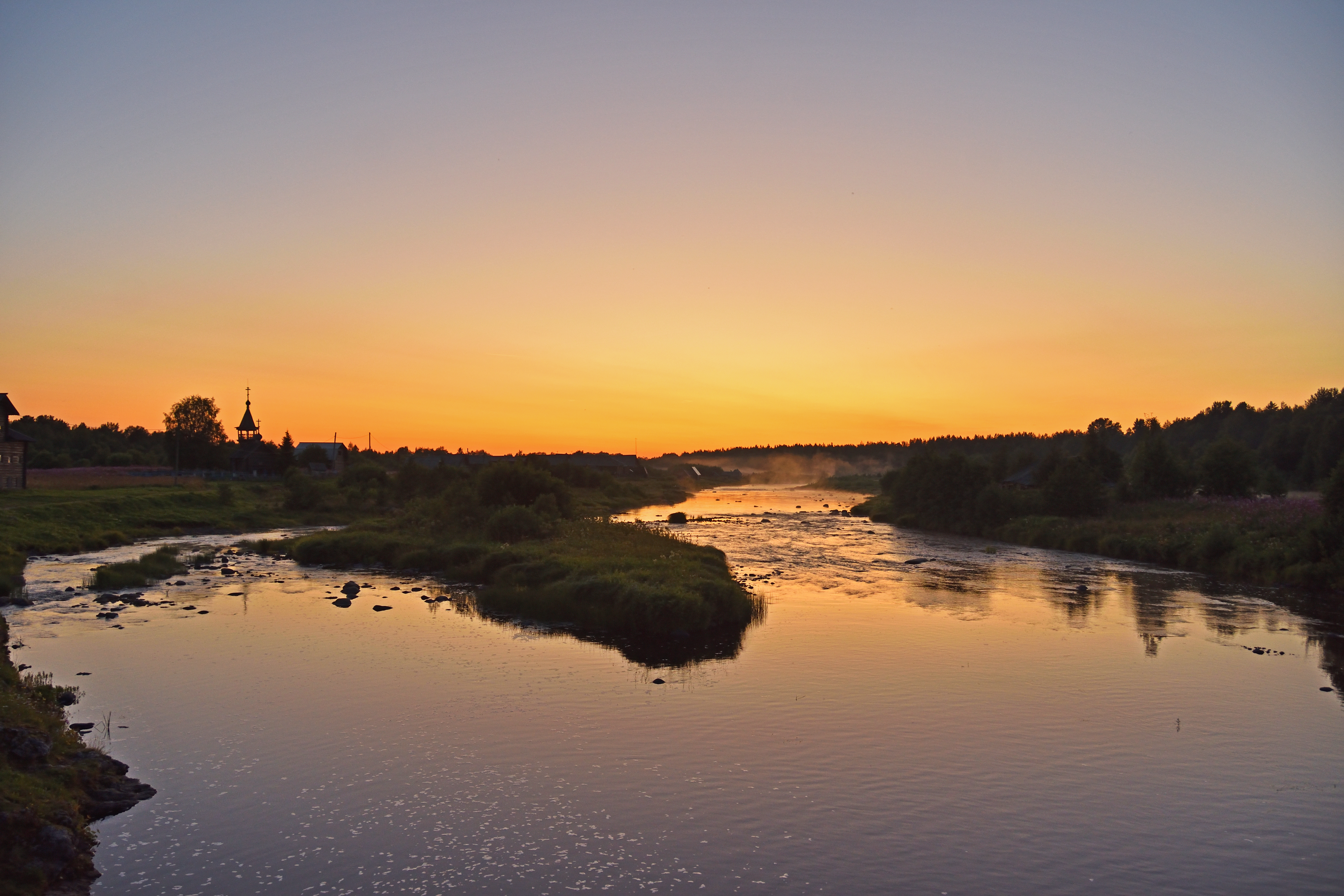
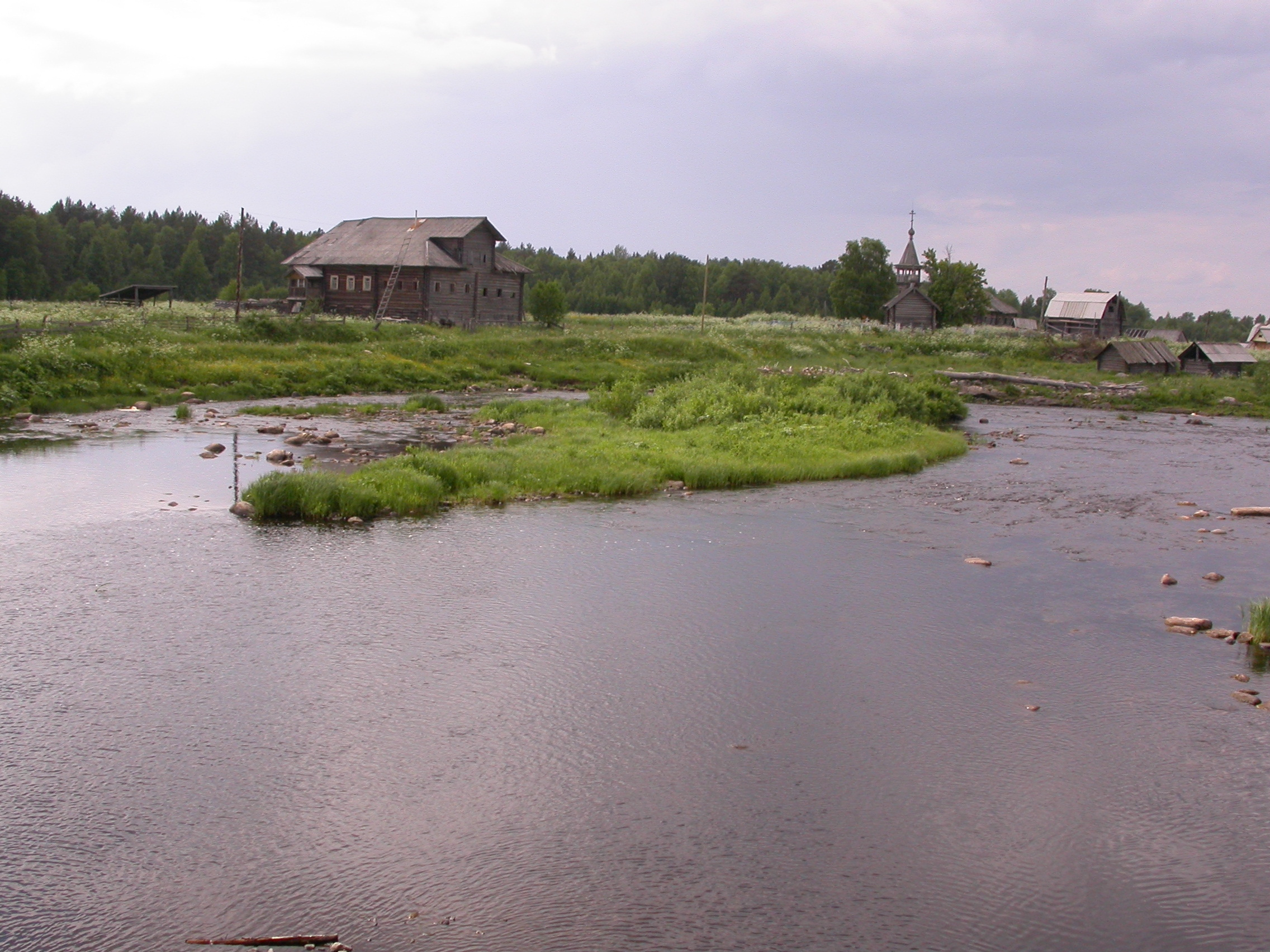
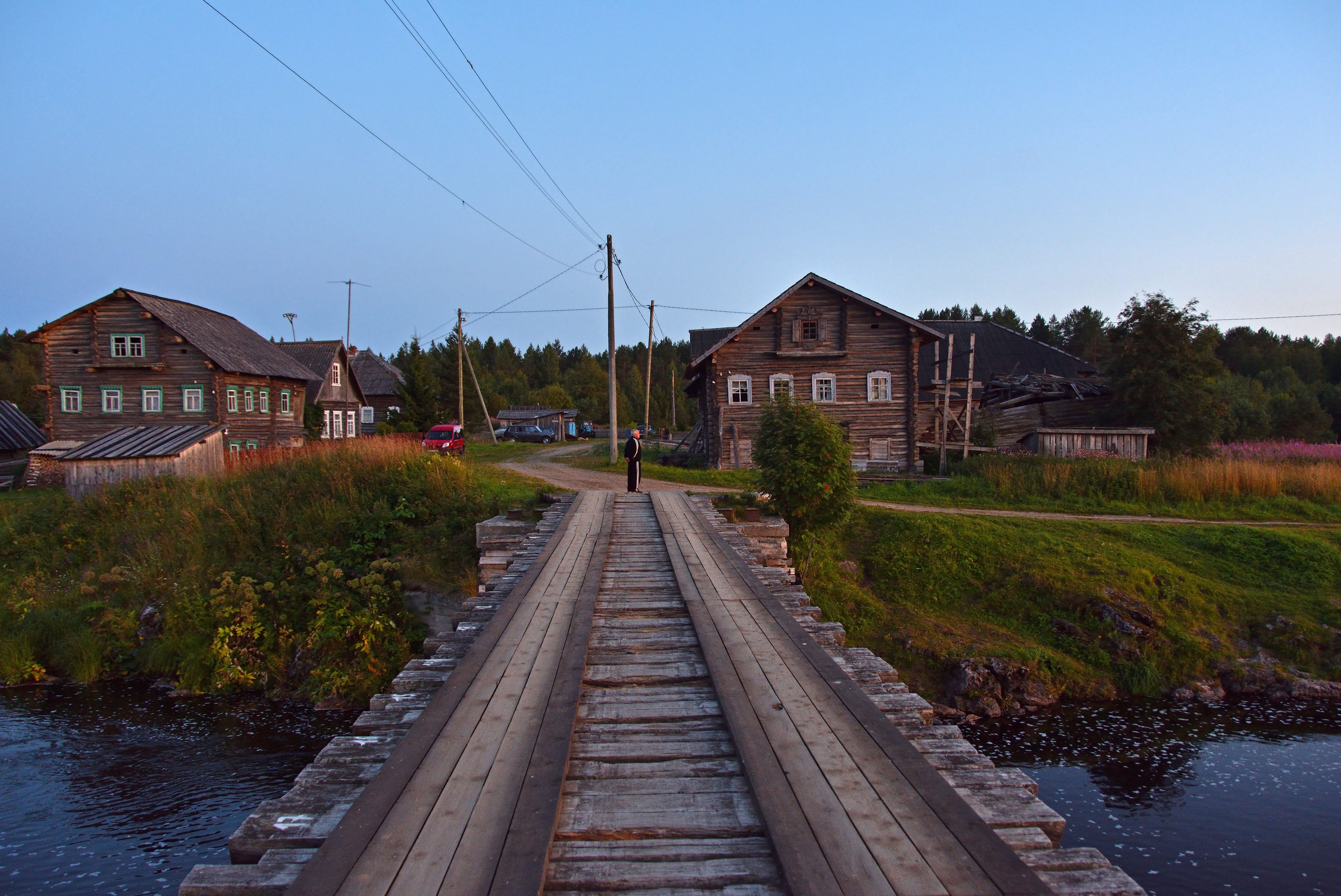
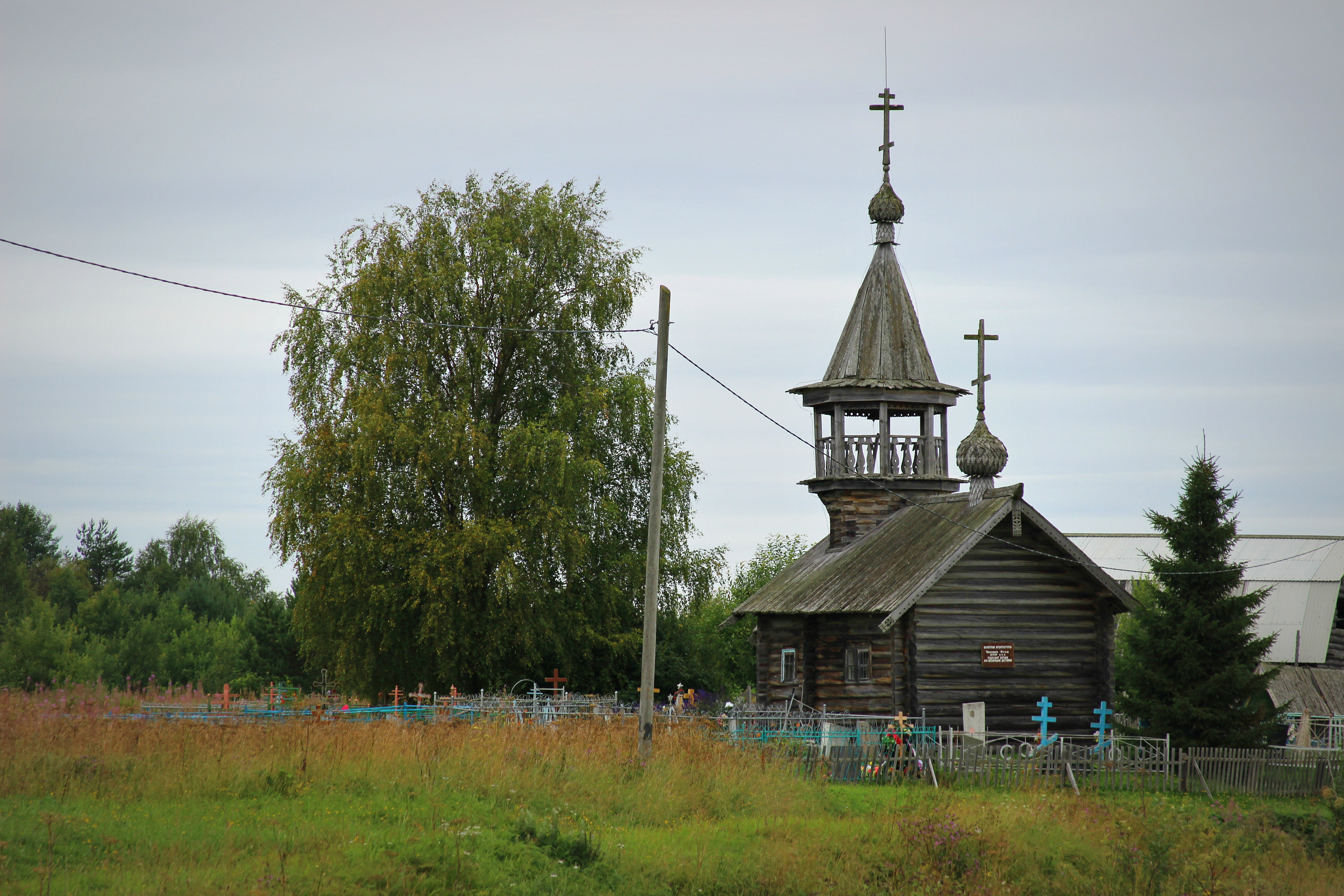